# Tegalkamulyan
Tegalkamulyan is een bestuurslaag in het regentschap Cilacap van de provincie Midden-Java, Indonesië. Tegalkamulyan telt 16.409 inwoners (volkstelling 2010).